# Micromus plagatus
Micromus plagatus är en insektsart som beskrevs av Navás 1934. Micromus plagatus ingår i släktet Micromus och familjen florsländor. Inga underarter finns listade i Catalogue of Life.